# Marlène Schiappa
Marlène Schiappa /marlɛn.ʃjapa/ (París, 18 de novembre de 1982) és una política francesa. És la secretària d'Estat encarregada d'Economia Social i Solidària i Vida Associativa des del 2022 al govern Élisabeth Borne.

## Formació
Va estudiar a l'escola secundària Lycée Claude Bernard i Geografia a La Sorbona, però va abandonar la universitat el primer any. Va estudiar comunicacions als vespres i va obtenir el títol de llicenciada en Comunicació a la Universitat de Grenoble.

## Carrera
El 2007 va esdevenir assistent responsable del seguiment dels nous mitjans de comunicació a l'agència Euro RSCG. El mateix any va fundar la webzine Les Pasionarias. Shiappa va crear una agència de producció de webs. El 2008 va ser presidenta fundadora del bloc social medium Maman travaille (La mare treballa). Del 2014 al 2017 va ocupar el càrrec de tinenta d'alcalde de la ciutat de Le Mans, delegada d'igualtat. El 2014 va ser cofundadora del Moviment de l'Electe Francès per a la Igualtat (MEFE), assessora de la comunitat de la metròpoli de Le Mans. Des de 2016-17, Shiappa va ser delegada d'innovació tecnològica i de l'atractiu econòmic del territori, i el 2016 va col·laborar amb Laurence Rossignol (ministre de Família, drets de la infància i la dona). També al període de 2016-17, va ser delegada a la divisió de departament de la Sarthe i gerent d'igualtat entre dones i homes al moviment polític La République En Marche!, Membre del Comitè d'investidura nacional de La República En Marxa. El 2017 va ocupar el càrrec de Secretària d'Igualtat entre dones i homes.
En el govern Jean Castex (2020-2022) és nomenada Ministra delegada encarregada de la Ciutadania, depenent del ministeri de l'Interior.